# 비산동 (구미시)
비산동(飛山洞)은 대한민국 경상북도 구미시 중부에 위치한 동이다. 남쪽으로 공단동과 경계를 접하고 있다.

## 개요
비산동은 신라시대 비산부곡으로 해평의 칠장부곡과 함께 낙동강 호족이 살던 옛터로, 옛날에는 緋山(비산)이라고 하였으니, 이곳 땅이 짙붉고 차지다는 유래로 불리게 된 이름이다. 후삼국이 통일이 되고 고려가 들어와서부터 부곡이 없어지고 오늘에 와서는 옛터가 공단에 편입되어 지금의 飛山(비산)으로 되었다. 서쪽으로 신평동과 동쪽으로 공단에 접해있고 비산나루가 있는 마을로 행정구역 법정동명 그대로 비산동으로 편제되어 있다.

## 역사
- 1969년 11월 12일 선산군 구미읍 비산동
- 1977년 2월 15일 : 구미지구출장소 광평지소 관할
- 1978년 2월 15일 : 구미시 비산동
- 2021년 1월 1일 : 비산동에 공단1동이 합쳐졌다.

## 교육 기관
- 비산초등학교
- 금오공업고등학교
- 한국폴리텍6대학 구미캠퍼스